# Giuseppe Favero
Giuseppe Favero (né le 20 décembre 1931 à Settimo Torinese et mort dans la même ville le 9 septembre 2020) est un coureur cycliste italien des années 1950.

## Biographie
Vainqueur notamment de Milan-Busseto chez les amateurs, Giuseppe Favero passe professionnel au mois de septembre 1953 au sein de l'équipe Bianchi-Pirelli. Au cours de cette période, il est équipier de Fausto Coppi et du jeune Jacques Anquetil. Il s'est classé quatre fois deuxième d'étape sur le Tour d'Italie, sans toutefois parvenir à remporter une étape. 
En 1954, il prend une troisième place sur Milan-San Remo, derrière Rik Van Steenbergen et Francis Anastasi et devant son leader Fausto Coppi.
En 1956, il participe au Tour d'Espagne au sein de l'équipe d'Italie qui domine l'édition en remportant trois étapes, le classement du meilleur grimpeur avec Nino Defilippis et le classement général avec Angelo Conterno. Giuseppe Favero termine quant à lui 27e. 
En 1958, il signe son unique succès chez les professionnels en s'imposant lors de la 7e étape de Paris-Nice.
Une fois sa carrière terminée, Favero est resté dans le monde du cyclisme en tant que directeur sportif de deux clubs de cyclisme professionnel turinois,  Baratti-Milan et Ibac.

## Palmarès

### Palmarès amateur
- 1950
  - Turin-Chiavari
- 1952
  - Coppa Città di Asti
  - Gran Premio della Baraggia
- 1953
  - Milan-Busseto
  - Gran Premio Lancia
  - Gran Premio della Baraggia
  - Circuito Molinese

### Palmarès professionnel
- 1954
  - 1re étape du Tour d'Italie (contre-la-montre par équipes)
  - 3e de Milan-San Remo
- 1958
  - 7e étape de Paris-Nice

## Résultats sur les grands tours

### Tour d'Italie
6 participations :
- 1954 : 60e, vainqueur de la 1re étape (contre-la-montre par équipes)
- 1955 : 50e
- 1956 : abandon
- 1957 : abandon
- 1958 : abandon
- 1959 : abandon

### Tour d'Espagne
1 participation :
- 1956 : 27e